# Апатоу, Мод
Мод Апатоу (англ. Maude Apatow; род. 15 декабря 1997) — американская актриса. Старшая дочь Джадда Апатоу и Лесли Манн. Наиболее известна своим участием в фильмах «Немножко беременна», «Приколисты» и «Любовь по-взрослому».

## Биография
Впервые дебютировала в кино, появившись в фильме 2007 года «Немножко беременна», сценаристом и режиссёром которого выступил её отец. Там она исполнила роль Сэди, дочери Пита (Пол Радд) и Дебби (роль исполняет реальная мать актрисы, Лесли Манн). Также в фильме снялась и младшая сестра Мод — Айрис Апатоу (в роли Шарлотты). В 2009 году вместе со своей матерью она снялась в фильме «Приколисты», сценаристом и режиссёром которого выступил также её отец. Позже она вновь исполнила роль Сэди в спин-оффе фильма «Немножко беременна» — киноленте «Любовь по-взрослому».
Вне актёрской карьеры активно является пользователем «Твиттера» и имеет большое количество поклонников, что было отмечено сайтом Зоуи Дешанель HelloGiggles.
В 2013 году её блог в «Твиттере» журналом Time был признан «Лучшим блогом 2013 года».

## Фильмография
Фильмы
| Год  | Название                 | Роль                | Примечания                                  |
| ---- | ------------------------ | ------------------- | ------------------------------------------- |
| 2005 | Сорокалетний девственник | н/д                 | Удалённые сцены                             |
| 2007 | Немножко беременна       | Сэди                |                                             |
| 2009 | Приколисты               | Мэйбл               |                                             |
| 2012 | Любовь по-взрослому      | Сэди                |                                             |
| 2014 | Идеальный голос 2        | Девушка в аудитории |                                             |
| 2016 | Другие люди              | Александра          |                                             |
| 2017 | Дом завтрашнего дня      | Мередит Уиткомб     |                                             |
| 2017 | Don’t Mind Alice         | н/д                 | Короткометражка; Также соавтор и сорежиссёр |
| 2018 | Нация убийц              | Грейс               |                                             |
| 2020 | Король Стейтен-Айленда   | Клэр Карлин         |                                             |
| 2025 | Тот самый день           | Бетани              |                                             |
| 2025 | Oh. What. Fun.           | н/д                 |                                             |

Сериалы
| Год  | Название | Роль               | Примечания                     |
| ---- | -------- | ------------------ | ------------------------------ |
| 2015 | Девчонки | Клео               | Повторяющаяся роль (3 эпизода) |
| 2019 | Эйфория  | Лекси Говард       | Главная роль                   |
| 2020 | Голливуд | Генриетта Костелло | 5 эпизодов                     |

## Награды
| Год  | Премия                             | Номинация                                                                       | Фильм               | Результат | Источник |
| ---- | ---------------------------------- | ------------------------------------------------------------------------------- | ------------------- | --------- | -------- |
| 2012 | Phoenix Film Critics Society Award | Лучшая молодая актриса                                                          | Любовь по-взрослому | Номинация | [ 8 ]    |
| 2013 | Молодой актёр                      | Лучшее исполнение в художественном фильме — молодая актриса второстепенной роли | Любовь по-взрослому | Номинация | [ 9 ]    |